# Daphnis i Chloé (balet)

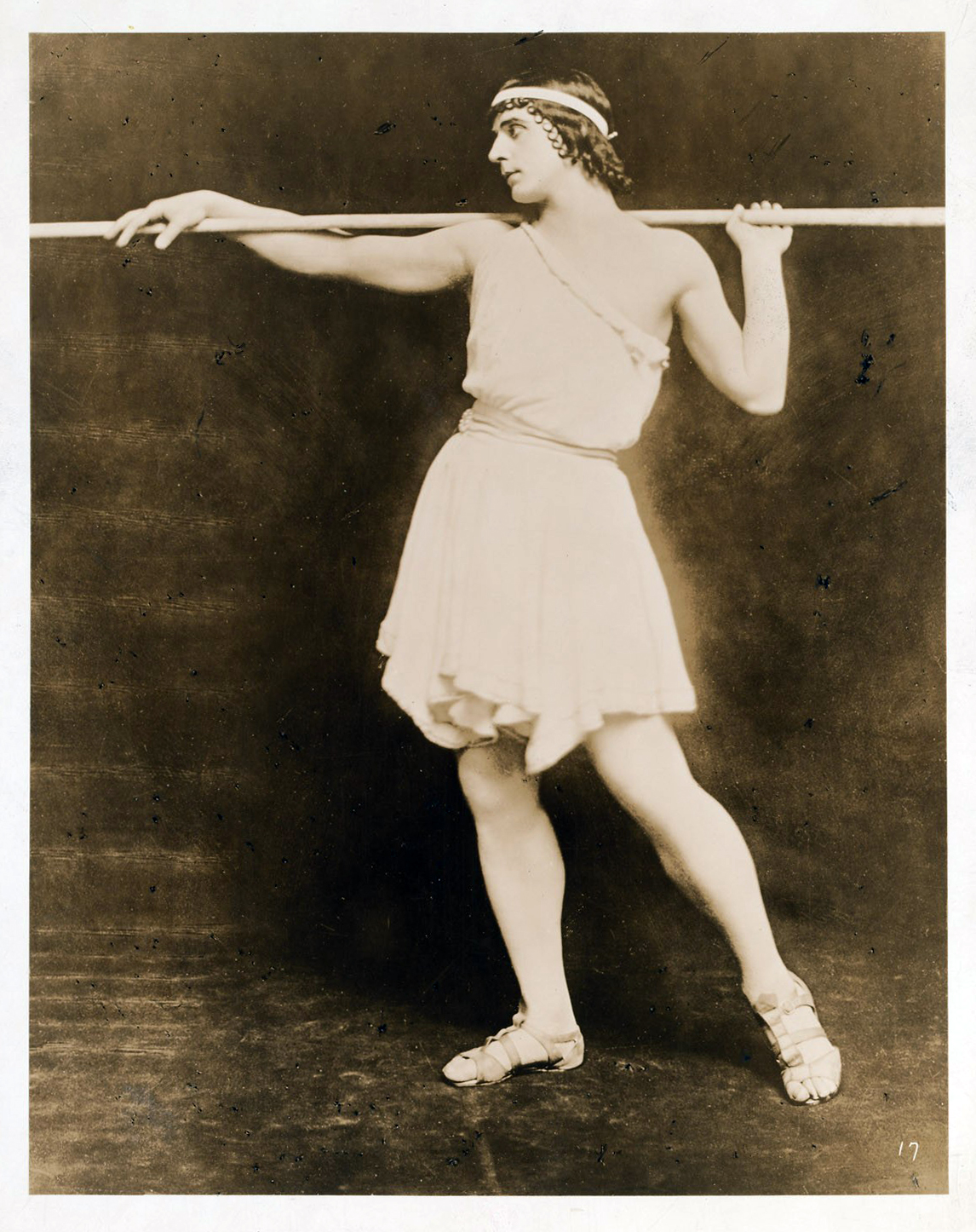
Michaił Fokin w jednym z kostiumów (ok. 1910)

Daphnis i Chloé (fr. Daphnis et Chloé) – balet w 1 akcie i 3 obrazach skomponowany przez Maurice'a Ravela do choreografii Michaiła Fokina w latach 1909–1912. Libretto inspirowane jest starogrecką opowieścią o miłości Dafnisa i Chloe z utworu Longosa.
Balet zamówiony został przez Siergieja Diagilewa. Fragmenty utworu wykonane przedpremierowo zostały przez orkiestrę symfoniczną w formie suity 2 kwietnia 1911 r. (druga część suity wydana została w 1913 r). Premiera baletu odbyła się 8 czerwca 1912 r. w paryskim Théâtre du Châtelet. Rolę Dafnisa wykonał Wacław Niżyński; rolę Chloe wykonała Tamara Karsawina. Orkiestrą dyrygował Pierre Monteux. Kostiumy i scenografię zaprojektował Léon Bakst. W 1914 r. balet zaprezentowano w Londynie . Polska premiera odbyła się 5 maja 1926 r. w warszawskim Teatrze Wielkim (choreografia: Piotr Zajlich; scenografia: Józef Wodyński).

## Osoby
(opracowano na podstawie materiału źródłowego)
- Dafnis – pasterz
- Chloe – pasterka
- Darkon – pasterz
- Braxis – wódz piratów
- Lykanion – uwodzicielka
- bożek Pan, nimfa Syrinx, stary Pasterz, pasterze i pasterki, nimfy, piraci